# Manhattanhenge

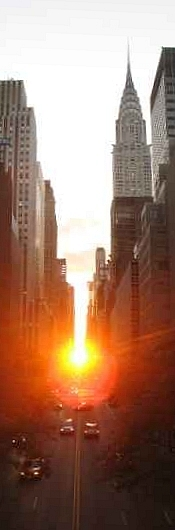
Manhattanhendge na 42nd Street w 2006 roku

Manhattanhenge – zjawisko powstające, gdy zachodzące Słońce ustawia się w jednej linii z głównymi ulicami Manhattanu. Można je zaobserwować dwa razy do roku, w okresie przesilenia letniego, zwykle w okolicach 28 maja i 12 lipca.
Termin Manhattanhenge został spopularyzowany przez pochodzącego z Nowego Jorku naukowca Neila deGrasse Tysona i nawiązuje on do nazwy Stonehenge, gdzie zachodzi podobny efekt. Na początku XXI wieku Manhattanhenge stał się popularną atrakcją turystyczną.
Zjawiska powstające na tej samej zasadzie można również zaobserwować w kilku innych miastach, szczególnie tych zbudowanych w systemie hippodamejskim, np. Chicagohendge w Chicago, Torontohendge w Toronto, Montrealhenge w Montrealu, czy też MIThenge w korytarzu Massachusetts Institute of Technology.
Manhattanhenge pojawił się w serialu CSI: Kryminalne zagadki Nowego Jorku, w filmie Dzień dobry TV oraz na okładce albumu The Chemistry of Common Life.

## Galeria

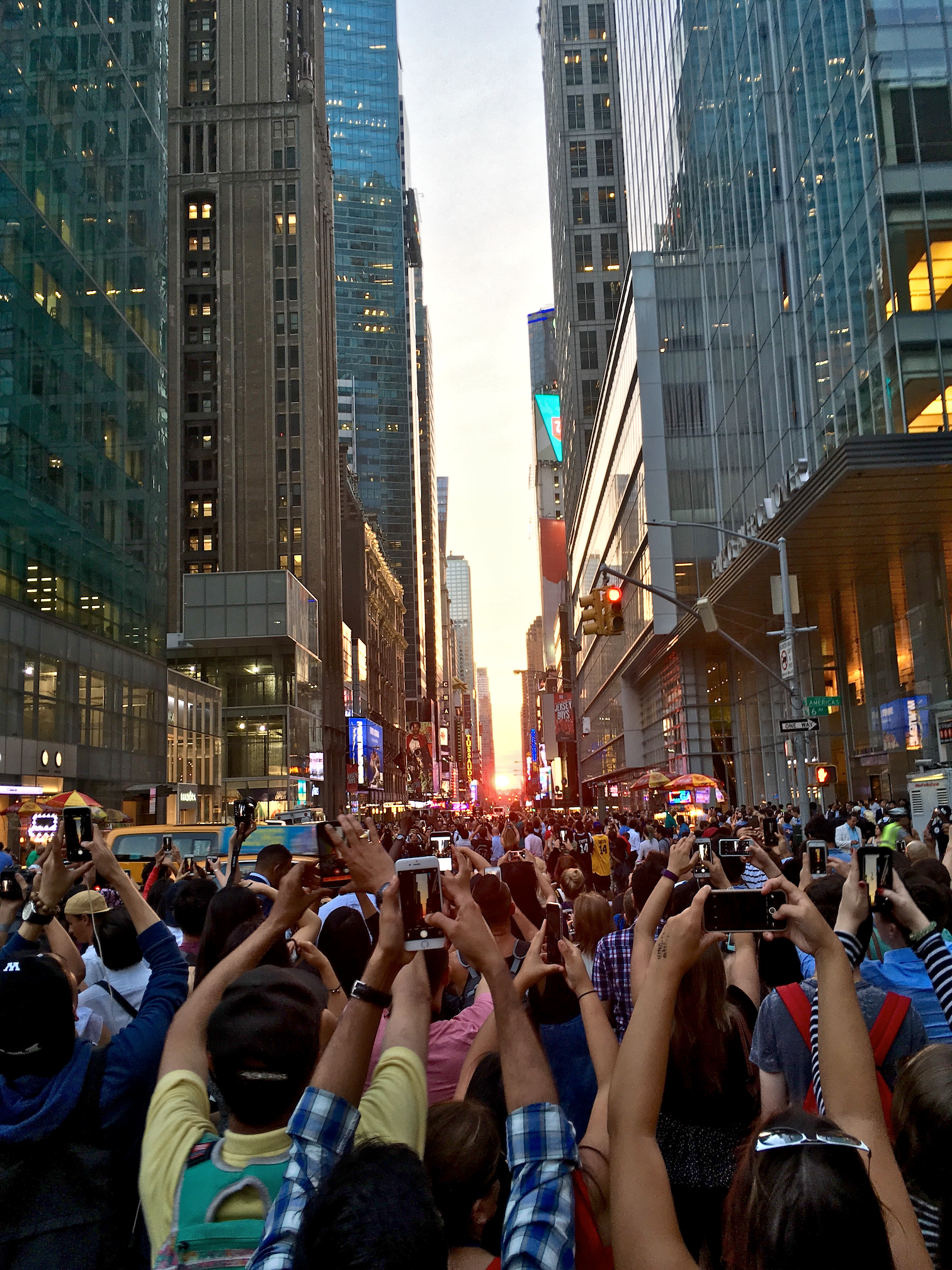
Manhattanhenge, 12 lipca 2016 r., przy 42nd St. Turyści zablokowali cały odcinek 42nd Street, w tym skrzyżowanie z Sixth Avenue, aby zrobić zdjęcia zachodu słońca.
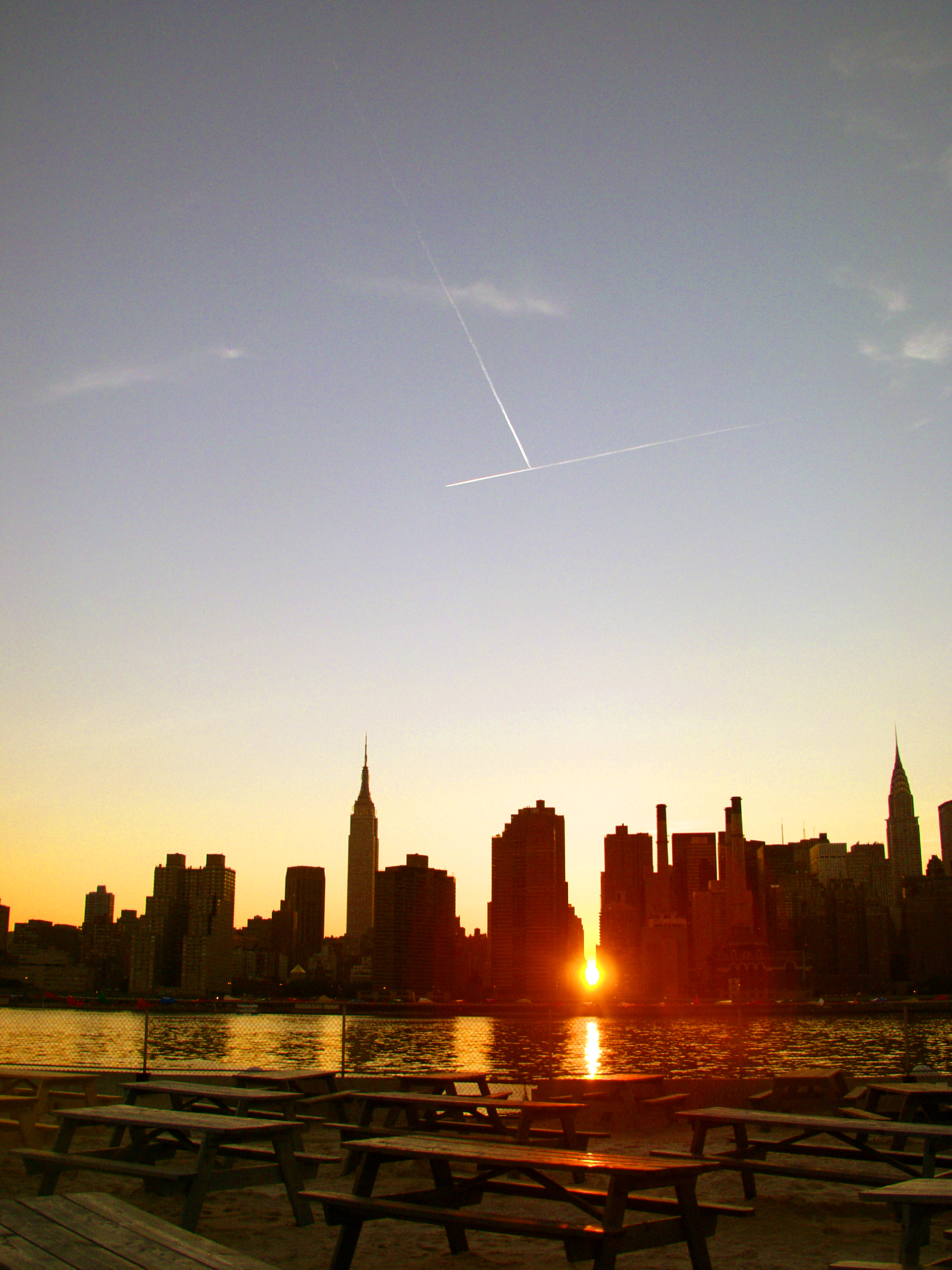
Manhattanhenge widoczny z dzielnicy Queens
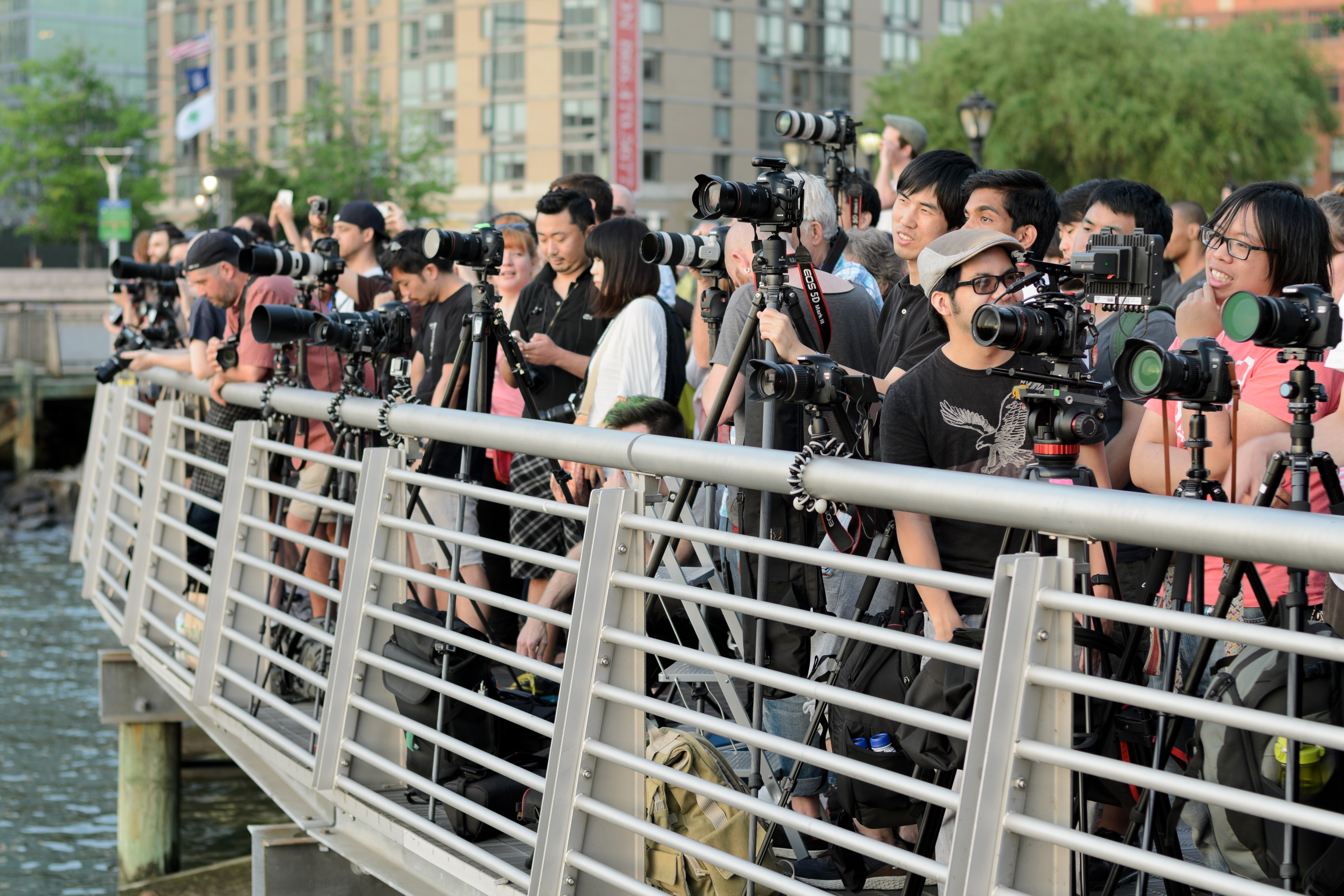
Ludzie fotografujący Manhattanhenge
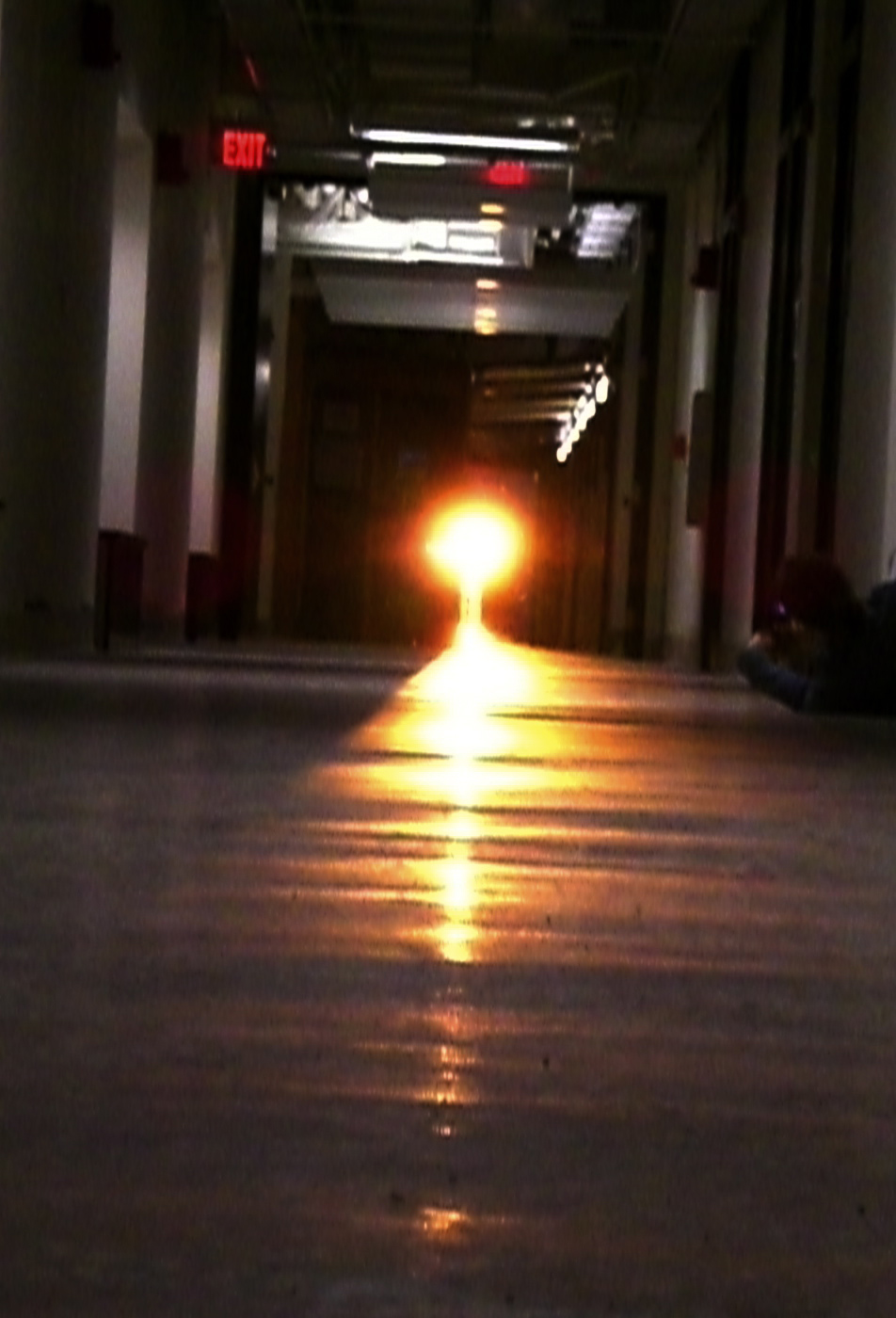
MIThenge